# Rupert Franz
Rupert Franz (* 5. Februar 1882 in Salzburg; † April 1960) war ein österreichischer Gynäkologe.

## Leben
Franz studierte Medizin an den Universitäten München und Wien und konnte dieses Studium 1905 erfolgreich mit einer Promotion abschließen. Während seines Studiums wurde er 1901 Mitglied der Wiener akademischen Burschenschaft Bruna Sudetia. Anschließend wirkte er als Assistenzarzt an verschiedenen Kliniken und Krankenhäusern. Während dieser Jahre entstanden erste Arbeiten, welche dann 1914 in Wien im Fach Gynäkologie zur Habilitation führten.
Franz nahm als Mediziner am Ersten Weltkrieg teil; er fungierte als Bataillons-Chefarzt und war Kommandant einer Chirurgengruppe. 1923 berief man Franz zum Leiter des Maria-Theresien-Frauenhospitals (Wien) und dieses Amt hatte er bis 1939 inne. In diesem Jahr übernahm er als leitender Arzt die gynäkologische Abteilung des Kaiserin-Elisabeth-Spital (Wien).
Die Brünner Burschenschaft Libertas zu Aachen ernannte ihn 1952 ehrenhalber zum Alten Herrn.

## Werke (Auswahl)
- Die Gonorrhoe des Weibes. Wien 1927.